# Стрибки у воду на Чемпіонаті світу з водних видів спорту 2023 — синхронна вишка, 10 метрів (чоловіки)
Змагання зі стрибків у воду з десятиметрової синхронної вишки серед чоловіків на Чемпіонаті світу з водних видів спорту 2023 відбулися 17 липня 2023 року.

## Результати
Попередній раунд відбувся 17 липня о 12:30 а фінал о 18:00 за місцевим часом.
Зеленим позначено фіналістів
| Місце | Країна          | Стрибуни                                  | Попередній раунд | Попередній раунд | Фінал            | Фінал            |
| Місце | Країна          | Стрибуни                                  | Очки             | Місце            | Очки             | Місце            |
| ----- | --------------- | ----------------------------------------- | ---------------- | ---------------- | ---------------- | ---------------- |
| 1     | Китай           | Лянь Цзюньцзє Ян Хао                      | 463.65           | 1                | 477.75           | 1                |
| 2     | Україна         | Кірілл Болюх Олексій Середа               | 404.22           | 4                | 439.32           | 2                |
| 3     | Мексика         | Кевін Берлін Рандал Вільярс               | 411.78           | 3                | 434.16           | 3                |
| 4     | Велика Британія | Метью Лі Ноа Вільямс                      | 429.18           | 2                | 419.82           | 4                |
| 5     | Австралія       | Домонік Бедгуд Кессієл Руссо              | 377.70           | 6                | 407.46           | 5                |
| 6     | США             | Брендон Лоск'яво Джордан Ржепка           | 359.46           | 10               | 375.90           | 6                |
| 7     | Польща          | Філіп Яхім Роберт Лукашевич               | 360.21           | 9                | 371.58           | 7                |
| 8     | Італія          | Рікардо Джованні Едуард Тімбретті Джуджіу | 367.35           | 8                | 368.79           | 8                |
| 9     | Німеччина       | Тімо Бартель Яден Айкерманн               | 381.27           | 5                | 364.80           | 9                |
| 10    | Південна Корея  | Кім Йонг Тек Ї Джа Гйон                   | 348.78           | 12               | 347.88           | 10               |
| 11    | Австрія         | Антон Кнолл Даріуш Лотфі                  | 354.75           | 11               | 347.61           | 11               |
| 12    | Малайзія        | Бертран Родікт Лісес Енріке Гарольд       | 376.80           | 7                | 310.44           | 12               |
| 13    | Греція          | Ніколаос Молваліс Атанасіос Цірікос       | 348.45           | 13               | Завершили виступ | Завершили виступ |
| 14    | Бразилія        | Діого Сілва Ізаак Соуза                   | 345.30           | 14               | Завершили виступ | Завершили виступ |
| 15    | Нова Зеландія   | Арно Лі Люк Сіпкес                        | 306.81           | 15               | Завершили виступ | Завершили виступ |
| 16    | Індонезія       | Андріян Адітьйо Ресту Путра               | 300.03           | 16               | Завершили виступ | Завершили виступ |
| 17    | Франція         | Луї Шимчак Ґері Гант                      | 285.51           | 17               | Завершили виступ | Завершили виступ |
| 18    | Макао           | Хі Хеунг Вінг Жанг Хой                    | 215.79           | 18               | Завершили виступ | Завершили виступ |